# Rejdař
Rejdař je právnická nebo fyzická osoba, provozující svým jménem a na svůj účet přepravu nákladů vlastními, nebo najatými plavidly, za účelem zisku.
České slovo rejdař pochází z německého der Reeder (rejdař, loďař, majitel lodí) a die Reede (rejda). To je slovo dolnoněmeckého původu související s nizozemským výrazem rede a anglickým roads stejného významu. Jako pojem popisující místo, kde se lodě připravují na vyplutí, souvisí s německým slovem bereit (připravený) a reiten (jezdit), kořen slov se nachází v indoevropském reidh- (jet).